# 叉枝唐松草
叉枝唐松草（学名：Thalictrum saniculiforme）为毛茛科唐松草属下的一个种。

## 扩展阅读
- 維基物種上的相關：叉枝唐松草